# Franklin (Teksas)
Franklin – miasto w Stanach Zjednoczonych, w stanie Teksas, w hrabstwie Robertson. Według danych z 2000 roku miasto miało 1470 mieszkańców.

## Demografia
W 2000 roku populacja miasta wyniosła 1470 mieszkańców, 533 gospodarstwa domowe i 351 rodzin. Zagęszczenie wynosiło 616 osób/km².
Populacja według koloru skóry:
- Ludzie rasy białej – 75,71%
- Ludzie rasy czarnej – 19,52%
- Rdzenni amerykanie – 0,20%
- Azjaci – 0,41%
- Byli mieszkańcy wysp Pacyfiku – 2,93%
- Pozostali – 1,36%

36,8% mieszkańców to osoby przed ukończeniem 18 roku życia, 44,5% populacji jest w związku małżeńskim, a 18,2% ludności jest po ukończeniu 65 roku życia.

## Geografia
Franklin jest zlokalizowany 31°01′34″N 96°29′10″.
Powierzchnia miasta wynosi 2,4 km². Całą powierzchnię zajmuje ląd.